# Lista de correo electrónico
Las listas de correo electrónico son una función especial del correo electrónico que permite la distribución de mensajes entre múltiples usuarios de Internet de forma simultánea. En una lista de correo, al enviar un mensaje a la dirección de la lista, este llegará a la dirección de todas las personas inscritas en ella. Dependiendo de como esté configurada la lista de correo, el receptor podrá tener o no la posibilidad de enviar mensajes.
A veces se emplean listas de miles o incluso millones de direcciones de correo electrónico para el envío de correo no deseado o spam.
Muchas organizaciones utilizan cada vez más esta herramienta para mantener informadas a las personas principalmente con noticias, publicidad e información de interés. Para no caer en prácticas de spam, los correos se suelen enviar previa inscripción del destinatario, dándole la oportunidad de cancelar la misma cuando lo desee.

## Cómo funcionan las listas de correo electrónico
Las listas de correo electrónico usualmente funcionan de forma automática mediante el uso de un gestor de listas de correo y una dirección de correo electrónico capaz de recibir mensajes de correo electrónico, donde los mensajes enviados a dicha dirección son reenviados a las direcciones de correo electrónico de los suscriptores de la lista y, dependiendo del software gestor, podrían existir diversas direcciones de correo para la recepción de comandos.
Muchos servidores de listas de correo electrónico ofrecen una dirección de correo para que los suscriptores puedan enviar comandos, tales como darse de alta, de baja o cambiar sus preferencias de suscripción. Algunos servicios de listas de correo electrónico permiten además varios modos de suscripción. 
En el modo resumen diario (digest en inglés) se recibe un solo mensaje que incluye todos los mensajes incorporados a la lista en un día.
En el modo no correo el usuario no recibe los mensajes que se envían a la lista pero puede enviar mensajes a la misma. Esta modalidad que tiene por finalidad no saturar el buzón de correo del usuario suele ir acompañada de la posibilidad de consultar los mensajes a través de una interfaz web, por lo que a veces recibe el nombre de solo web.

## Tipos de listas de correo electrónico
Un tipo de listas de correo electrónico es el conocido como boletín electrónico, que se usa principalmente como un medio unidireccional de información y al que sólo pueden escribir determinadas personas encargadas de la publicación de dicho boletín.
Otro tipo es la lista de debate, a la cual puede escribir cualquier suscriptor. En una lista de debate, un suscriptor utiliza la lista de correo para enviar un mensaje al resto de suscriptores, los cuales pueden responder de la misma manera. Así, se pueden generar debates e intercambios de información. Las listas de este tipo suelen referirse a un tópico en particular (por ejemplo política, chistes o animales de compañía), y los temas pueden ir desde los más específicos (por ejemplo, personas que sufren de diabetes) hasta los más amplios, como puede ser "cualquier cosa que te interese". En este sentido, son parecidas a los grupos de Usenet.
En algunas listas de debate, los mensajes enviados deben ser aprobados previamente por un moderador, antes de ser distribuidos entre los suscriptores. El uso de moderadores suele emplearse para mantener un alto nivel de calidad y evitar el envío de mensajes de correo no deseado o spam.
Algunas listas están abiertas a quien quiera suscribirse, mientras que otras necesitan aprobación del dueño de la lista o un moderador. En el caso de las listas privadas, el administrador de esta debe invitar personalmente a cada participante.

## Reglas de etiqueta
Muchos grupos o listas de correo proponen sus propias normas o reglas de etiquetes o etiqueta, que ayudan a la convivencia y armonía de los participantes dentro de la lista, aunque siempre son de aplicación las normas generales de etiqueta para el correo, un traslado a la comunicación digital de las elementales normas de educación como tratarse con respeto, evitando ciertas palabras o términos; ser breves; no mentir ni difamar a otros contertulios, no despreciar sus argumentos sino rebatirlos con otros argumentos, no realizar actividades con interés económico como publicidad o captación de clientes si la lista no lo permite específicamente, no tratar temas polémicos o que puedan ofender a otros participantes a menos que sean el objeto mismo de la lista (religión, fútbol, sexo, política suelen ser temas que despiertan encendidas polémicas).
Una incorrección propia de las listas de correo es el envío de mensajes cuyo asunto es irrelevante o ajeno a la temática de la lista, conocido frecuentemente por la expresión inglesa off-topic, aunque en algunas listas se toleran siempre que se puedan distinguir incluyendo las palabras "off topic" o las siglas "OT" en el "Asunto" del mensaje. También se considera incorrecto escribir un mismo mensaje a diferentes listas o reenviar un mensaje de una lista a otra porque los demás usuarios pueden estar contestando a un mensaje del que no ven todas las respuestas, que se producen en listas diferentes.
Otras normas son propias del medio digital, no enviar archivos adjuntos que superen determinado tamaño, ya que quizás no todos tengan buena conectividad; evitar el reenvío de mensajes del tipo cadenas a la lista o los mensajes meramente asertivos (que solo dicen sí, estoy de acuerdo con lo que dice fulano...) que no aportan información nueva o útil y los mensajes irrelevantes o privados entre dos miembros, carentes de interés para el resto del grupo.
Actualmente, también se anima a los usuarios a no escribir expresamente su dirección de correo electrónico en el cuerpo del mensaje o que no lo hagan de forma explícita usando fórmulas como minombre[arroba]correo[punto]com, de la misma forma que las páginas web de acceso a las listas ocultan frecuentemente la dirección de correo completa de los participantes, para evitar que estas direcciones queden expuestas a los robots recolectores de direcciones que usan los generadores de spam.

## Servicios de listas de correo electrónico
Los servicios en Internet que permiten la creación de listas de correo electrónico de una manera sencilla fueron muy populares a finales de los 90, pero tras el estallido de la Burbuja .com, muchos de dichos servicios desaparecieron, quedando principalmente los más populares como listas de correo LISTSERV, Google Groups, Yahoo! Groups o eListas. En el año 2004 Google también lanzó un servicio básico de listas de correo, integrado con los grupos de Usenet, después de adquirir los archivos de la extinta Deja News.

## Productos de software de listas de correo electrónico
A la par de LISTSERV, existe también software libre para la gestión de listas de correo electrónico, como phpList, Sympa, Mailman (GNU), Dada Mail, y Gmane.